# 33800 Гросс
33800 Гросс (33800 Gross) — астероїд головного поясу, відкритий 8 листопада 1999 року.
Тіссеранів параметр щодо Юпітера — 3,072.